# Yamaha XJ6
L'XJ6 è una motocicletta naked di media cilindrata prodotta dall'azienda giapponese Yamaha tra il 2009 e il 2015.

## Descrizione
Presentata come erede della Yamaha XJ 600 Diversion, era dotata di un propulsore 4 cilindri in linea con una potenza di 77 cv a 10000 gir/min, versione addolcita di quello che equipaggiava la Yamaha Fazer di pari cilindrata.
Durante gli anni di produzione è stata resa disponibile in varie versioni, oltre a quella base sprovvista di carenature era disponibile la versione "Diversion" con una piccola protezione. Dal 2010 venne anche prodotta la versione "F" in cui le protezioni aerodinamiche erano maggiormente sviluppate.
Nel 2013 la gamma è stata sottoposta ad un restyling per uscire gradualmente dai listini nel 2015, lasciando come modello entry-level tra le naked la Yamaha MT-07.